# اچ‌ام‌اس گالانت (اچ۵۹)
اچ‌ام‌اس گالانت (اچ۵۹) (به انگلیسی: HMS Gallant (H59)) یک کشتی بود که طول آن ۳۲۳ فوت (۹۸٫۵ متر) بود. این کشتی در سال ۱۹۳۵ ساخته شد.